# 伊藤介亭
伊藤 介亭（いとう かいてい、貞享2年12月10日（1686年1月4日） - 明和9年10月24日（1772年11月18日））は江戸時代中期の儒学者。名は長衡、字は正蔵、別号に謙々斎。私諡は謙節先生。

## 経歴
伊藤仁斎の三男として京都に生まれる。幼くして父に別れたために長兄の東涯の教えを受ける。享保11年（1726年）に摂津・高槻藩主の永井直期に招かれ儒官となったが京都を離れることはなかった。門人に服部蘇門（嘯翁）・永田東皐（観鵞）などがいる。明和9年（1772年）10月24日死去。享年88歳。嵯峨の二尊院にある先祖の墓に葬られる。

## 逸話
伴蒿蹊が著す『近世畸人伝』巻之一にいわく、介亭は「性質篤実に過ぎて魯に似たり」と。その人柄の良さをあらわす逸話をあげる。
- 介亭の母・瀬崎氏は雷を非常に恐れた。生徒を集めて講説している最中でも、空が曇れば介亭はすぐに本家のある堀川に走って帰ることが夏の間の習慣だった。
- 弟たち（竹里・蘭嵎）は若い頃、青楼に通い朝方帰ってくると、早起きしている介亭に見つからないように家に入るために「火事だ」と叫び、介亭が屋上に登っている間に部屋に入る策に成功した。弟たちが朝帰りするたびにそれをくり返し、介亭がその都度屋上に登るのを東涯の門人の奥田三角が諫めて、「なぜそんなに何度もだまされているのですか」と言うと、「私もわかってはいるのだが、ほんとうに火事だった時に油断していてはならないから、とにかく出て見るのだ」と答えた[6]。
- ある宴席で池大雅の指頭画（筆を使わず指で絵を描くこと）を介亭が横で見て、「さてもよいことを覚えられた。田舎などへ行かれて筆硯のないところでは重宝でござろう」と言った。大雅は恥じて再び指頭画を試みなかったという。介亭とは書画の交わりがあった村瀬栲亭は「介亭先生は篤厚で皮肉などいう人ではない。実際さように思われたのだ。それが大雅の心に深くふれたのが面白い」と評した[7]。